# Dugandiodendron
Dugandiodendron es un género de plantas de la familia  Magnoliaceae, orden Magnoliales, subclase Magnoliidae.
- Este género se considera un sinónimo de Magnolia. Véase: Nooteboom, H.P. 1993. Magnoliaceae. En: Kubitzki, K., Rohwer, J.G. & Bittrich, V. (Editores). The Families and Genera of Vascular Plants. II. Flowering Plants - Dicotyledons. Springer-Verlag.

- Datos: Q5814925